# Reformierte Kirche St. Peter (Schanfigg)

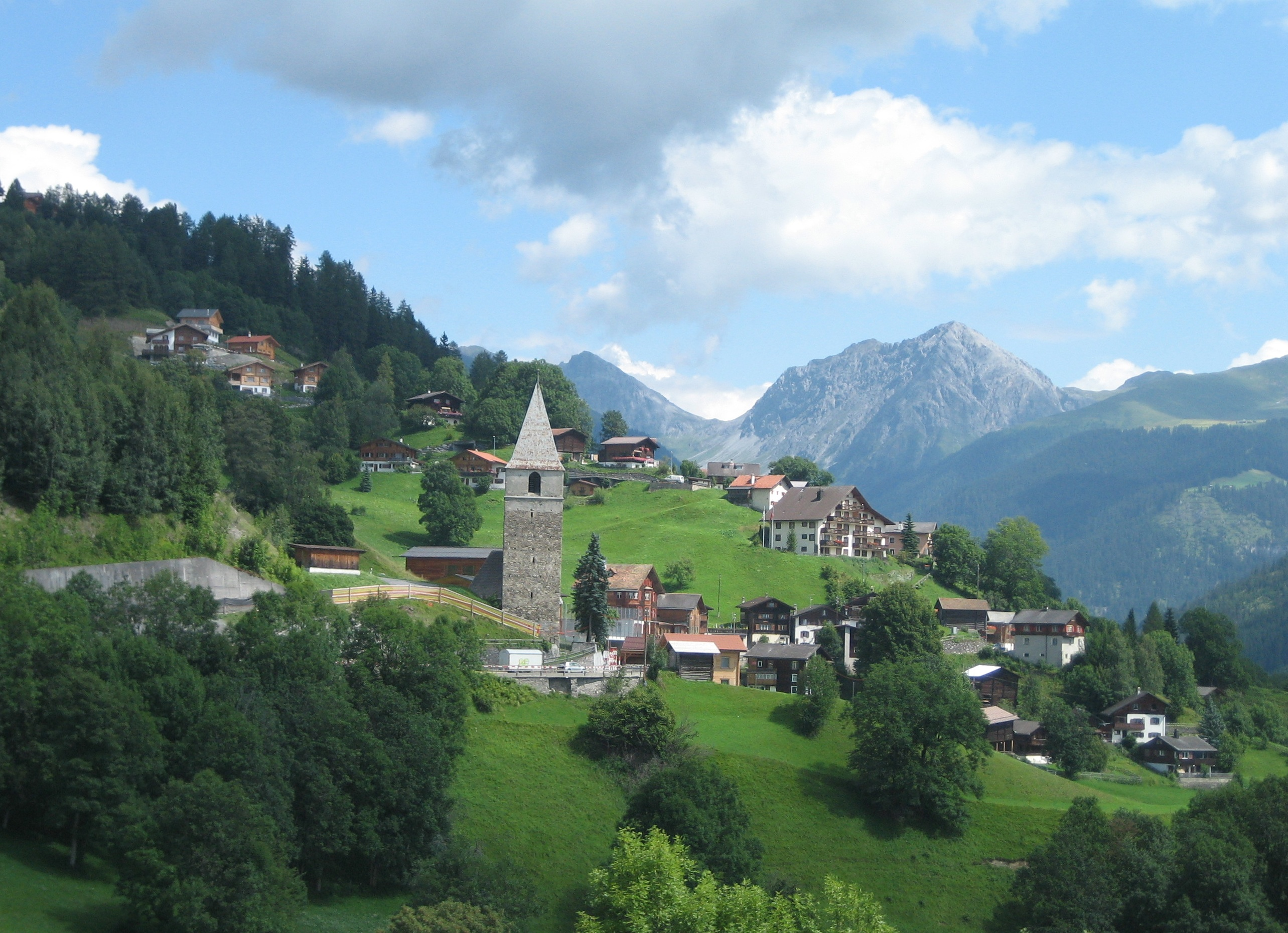
Der die Landschaft prägende Kirchturm

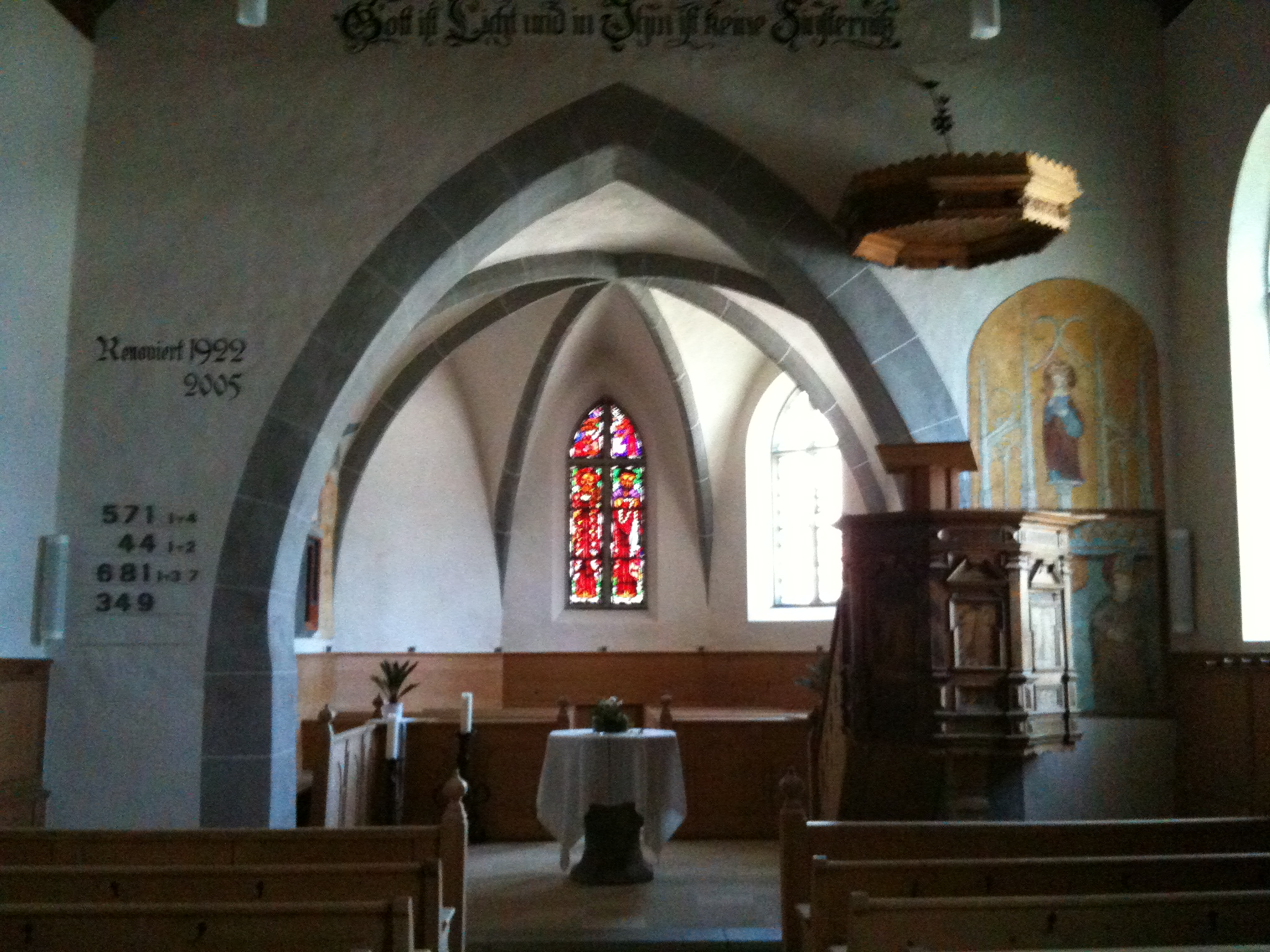
Blick in den Chor

Die reformierte Kirche in St. Peter im Schanfigg ist ein evangelisch-reformiertes Gotteshaus, das ersturkundlich 840 erwähnt ist und über Jahrhunderte die bestimmende Talschaftskirche war.

## Geschichte und Ausstattung
Vor der Westfront der Kirche steht frei der hochmittelalterliche Turm aus der Zeit des 11. oder 12. Jahrhunderts. Seit 1922 ist dieser durch eine Vorhalle mit der Kirche verbunden. 1986 wurde er letztmals restauriert. Im Jahre 2000 wurde die Fassade der Kirche einer Restaurierung unterzogen.
Wahrzeichen von St. Peter ist der massige Kirchturm, ehemals ein freistehender Wehrturm. Vom ersten Kirchenbau aus dem 9. Jahrhundert stammen noch Teile der Schiffsmauern, ihren heutigen Charakter mit polygonalem Chor und geschnitzter Holzdecke im Schiff erhielt die Kirche im 15. Jahrhundert. 1922 wurden Fresken freigelegt, die zwischen 1500 und 1510 entstanden sind.
Im Schiff zeigt eine spätgotische Holzdecke Flachschnitzereien. Im Chor befindet sich eine Sakramentsnische. Die Wandmalerei geht auf die Zeit kurz nach 1500 zurück. Die Glasfenster wurden 1926 von Giuseppe Scartezzini gestaltet.
Die Orgel hat einen dreiteiligen Prospekt und datiert auf das Jahr 1782; grundlegend verändert wurde sie im Jahr 1922 und 1986 wieder auf den Ursprungszustand rekonstruiert.
Direkt gegenüber der denkmalgeschützten Kirche befindet sich das Pfarrhaus der Kirchgemeinde Mittelschanfigg.

## Kirchliche Organisation
Innerhalb der Evangelisch-reformierten Landeskirche Graubünden gehört St. Peter als Predigtstätte der Kirchgemeinde Mittelschanfigg (zu Beginn des 21. Jahrhunderts eine Pastorationsgemeinschaft).

## Varia
Bei der Renovation 1922 wurde auf der Aussenwand ein Gemälde mit Christophorus-Motiv entdeckt und freigelegt, später jedoch wieder zugedeckt.
Vor der Kirche fand von 1851 bis nach der Jahrtausendwende die Schanfigger Bsatzig statt.